# Polinomi de HOMFLY
En matemàtiques, el polinomi de HOMFLY (conegut també com a polinomi de HOMFLYPT i com a polinomi de Jones generalitzat) és un invariant per nusos en forma de polinomi de dues variables, descobert l'any 1985.

## Definició formal
L'any 1991 Louis Kauffman donà una de les definicions formals més senzilles pel polinomi de HOMFLY:
Siguin {\displaystyle L} un nus (o més generalment un enllaç) i siguin {\displaystyle L_{+}}, {\displaystyle L_{-}} i {\displaystyle L_{0}} les relacions d'Skein -és a dir, variacions del seu diagrama en un únic encreuament assignats segons la taula següent-
Aleshores, es defineix el polinomi de HOMFLY de {\displaystyle L}, {\displaystyle P_{L}(\ell ,m)}, a partir de les següents igualtats:
{\displaystyle P_{O}=0}
{\displaystyle \ell P_{L_{+}}+\ell ^{-1}P_{L_{-}}+mP_{L_{0}}=0,\,}

on {\displaystyle O} representa el nus trivial. Gràcies a aquestes igualtats, el nus pot anar-se desfent de manera iterativa fins a aconseguir polinomis trivials.

## Propietats
La principal propietat del polinomi de HOMFLY és que es tracta d'un invariant per nusos (és invariant per moviments de Reidemeister). És a dir, un mateix nus sempre tindrà el mateix polinomi de HOMFLY independentment del diagrama que es faci servir per calcular-lo. Ara bé, existeixen nusos diferents amb el mateix polinomi de HOMFLY (com per exemple els mutants de Kinoshita-Terasaka).
Una altra propietat interessant és que, sigui {\displaystyle K} un nus o enllaç i sigui {\displaystyle K^{*}} la seva imatge especular, es compleix {\displaystyle P_{K^{*}}(\ell ,m)=P_{K}({\ell }^{-1},m)}.
Una de les propietats més belles del polinomi de HOMFLY és que el polinomi de la suma connexa de dos nusos és el producte dels polinomis dels nusos. Pel que fa a la unió disjunta de dos nusos o enllaços, es compleix que el polinomi de la unió és el producte dels polinomis multiplicat per un factor {\displaystyle -(\ell +{\ell }^{-1})m^{-1}}.

## Origen del nom
El nom HOMFLY neix de les inicials dels membres de l'equip que el descrigué per primera vegada: Jim Hoste, Adrian Ocneanu, Kenneth Millett, Peter J. Freyd, W. B. R. Lickorish i David N. Yetter. Sovint és conegut també com a polinomi HOMFLYPT en honor de Józef H. Przytycki i Paweł Traczyk, que hi treballaren de manera independent al primer equip.